# Richard Scrushy
 (mars 2023).
Richard Marin Scrushy, né en août 1952 à Selma, est un homme d'affaires américain et criminel condamné. Il est le fondateur de HealthSouth Corporation (en), entreprise mondiale de soins de santé basée à Birmingham en Alabama.

## Jeunesse et éducation
Fils d'une famille de la classe moyenne, son père, Gerald Scrushy, travaillait comme réparateur de caisse enregistreuse et sa mère, Grace Scrushy, était infirmière et inhalothérapeute,. À un âge précoce, Scrushy a appris à jouer du piano et de la guitare et gagnait de l'argent en travaillant à l'âge de douze ans. Se faisant appelé par son deuxième prénom, Marin, il a fréquenté l'école jusqu'à l'âge de 17 ans, a abandonné avant d'obtenir son diplôme du lycée Parrish (en)  et s'est marié.
Scrushy s'est rapidement retrouvé à vivre dans un parc de maison mobiles à Selma et à occuper des emplois manuels pour subvenir aux besoins de sa famille,,. Après une dispute avec un patron, il quitte son travail de camionneur et décide de retourner à l'école. Il obtient son GED et, sur les conseils de sa mère, commence à étudier la thérapie respiratoire au Wallace State Community College (en). L'année d'après, Scrushy a été transféré au Jefferson State Community College (en) et est ensuite entré dans le programme de thérapie respiratoire de l'Université de l'Alabama à Birmingham (UAB),. Après avoir obtenu son diplôme  de l'UAB, Scrushy s'est vu offrir un poste d'enseignant à l'université, où il a été promu directeur au cours de son mandat de deux ans et demi,. Il a divorcé de sa femme, avec qui il a eu deux enfants, et a pris un poste d'enseignant au campus de Wallace State à Dothan. Là, Scrushy a rencontré et épousé sa deuxième femme, Karen Brooks avec qui il a eu quatre enfants avant de divorcer en 1996,.
Début juin 1997, Scrushy a épousé Leslie Anne Jones en Jamaïque, avec des invités tels que Martha Stewart. Le groupe s'est réuni au hangar HealthSouth de l'aéroport international de Birmingham et a embarqué à bord d'un Boeing 727 affrété pour la Jamaïque. Ensemble, Richard et Leslie ont eu trois enfants.

## Carrière et création de HealthSouth

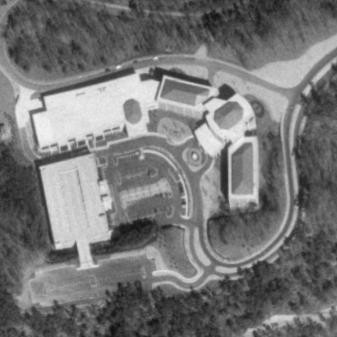
Quartier générale de HealthSouth Corporation à Birmingham en Alabama

À la fin des années 1970, après avoir enseigné à l'UAB et au collège de Wallace, Scrushy s'est vu offrir un poste chez Lifemark Corporation, une société de soins de santé basée à Houston. Quelques années après son embauche chez Lifemark, Scrushy faisait partie d'une opération de 100 millions de dollars qui comprenait les divisions de pharmacie, de réadaptation physique et d'acquisition d'hôpitaux. Alors qu'il y travaillait, Scrushy a déménagé à St. Louis, où il a travaillé comme directeur régional de la division de thérapie respiratoire. Il a ensuite déménagé à Houston où il est devenu directeur de l'exploitation de l'entreprise.
Il a conçu un plan pour une chaîne de diagnostics ambulatoires et de cliniques de santé de réadaptation qu'il a présenté à Lifemark, mais l'entreprise n'a pas pu y donner suite en raison d'une fusion d'entreprise déjà en cours avec American Medical International. Scrushy a quitté Lifemark en 1983 et a fondé la société Amcare en l'espace d'un an qui a ouvert sa première usine à Little Rock, et disposait d'un capital initial compris entre 50 000 et 70 000 $,. Avec l'aide de quatre partenaires d'Amcare et d'un investissement d'un million de dollars par Citicorp Venture Capita (en) Scrushy a pris le contrôle de l'entreprise en croissance rapide et a fondé HealthSouth Corporation (en) en 1984,,. Deux ans après sa création, HealthSouth est devenue une société cotée en bourse. L'année suivante, elle s'est étendu à deux nouveaux domaines, l'indemnisation des accidents du travail et la médecine sportive, permettant à l'entreprise de doubler ses bénéfices et d'obtenir des actifs de près de 100 millions de dollars. Au début des années 1990, l'entreprise avait même des installations dans chacun des 50 États américains et des revenus supérieurs à 181 millions de dollars.
Au cours de la décennie suivante, les programmes de médecine sportive de HealthSouth ont reçu une attention internationale en étant liés à des athlètes vedettes, dont Bo Jackson, qui a été président du conseil de médecine sportive de HealthSouth ainsi que Roger Clemens, Jack Nicklaus, Kyle Petty, Michael Jordan, Shaquille O'Neal et Lúcio Carlos Cajueiro Souza. À son apogée, HealthSouth employait plus de 50 000 médecins, était le « plus grand fournisseur national de services de chirurgie ambulatoire et de soins de santé de réadaptation et de diagnostic », et comptait plus de 2 000 établissements aux États-Unis, à Porto Rico, en Australie et au Royaume-Uni. Les établissements HealthSouth du monde entier ont accueilli plus de 120 000 patients par jour et, avec des revenus d'environ 106 millions de dollars en 1997, Scrushy était le troisième PDG le mieux payé aux États-Unis,.

## Batailles judiciaires
Bien que HealthSouth ait connu une forte croissance au cours des années 1990, devenant la plus grande société de services de réadaptation complète aux États-Unis, des questions éthiques et financières ont commencé à se poser dès 1989. Un auditeur interne a allégué qu'il avait été licencié pour avoir attiré l'attention sur les problèmes financiers de HealthSouth et qu'il était contraints d'atteindre certains objectifs de revenus. Deux ans plus tard, en 1991, l'entreprise a été accusé par Medicare d'avoir illégalement ajouté des coûts aux rapports d'admission en physiothérapie ambulatoire et en réadaptation pour les patients de l'hôpital de réadaptation de la société à Bakersfield. En 1998, Medicare a modifié ses modalités de financement dans le but de réduire l'exploitation et les paiements de 100 milliards de dollars. Scrushy a insisté sur le fait que le changement n'affecterait pas le résultat net de HealthSouth, mais les bénéfices ont chuté de 93% à la fin de l'année. À la même époque, l'entreprise a commencé à faire face à d'autres accusations de fraude. Une enquête menée par la compagnie d'assurance Blue Cross et Blue Shield (en) de l'Alabama a déterminé que HealthSouth avait « indûment facturé à Medicare le traitement par des étudiants, des stagiaires et d'autres aides non agréés ».
D'autres poursuites alléguaient que HealthSouth avait commis un abus généralisé envers Medicare en « facturant des services qu'il n'a jamais fournis, en fournissant des soins médiocres, en traitant des patients sans plan de soins formel et en utilisant des thérapeutes non agréés ». En mars 2003, la Securities and Exchange Commission (SEC) des États-Unis a intenté une action civile contre Scrushy et HealthSouth alléguant que la société avait falsifié au moins 2,7 milliards de dollars de bénéfices entre 1996 et 2002. L'entreprise a accepté de verser au gouvernement des États-Unis 325 millions de dollars le 30 décembre 2004 afin de « régler les allégations selon lesquelles la société a fraudé Medicare et d'autres programmes fédéraux de soins de santé ».
C'est à la suite d'une enquête du Federal Bureau of Investigation (FBI) que Scrushy a été inculpé par la Securities and Exchange Commission (SEC) des États-Unis. Il a été inculpé de 36 des 85 chefs d'accusation initiaux, mais a été acquitté de toutes les charges le 28 juin 2005, après un procès avec jury à Birmingham. Quatre mois après cet acquittement, le 28 octobre 2005, Scrushy a été inculpé par un grand jury fédéral à Montgomery, avec l'ancien gouverneur de l'Alabama, Don Siegelman,. L'acte d'accusation comprenait 30 chefs d'accusation de blanchiment d'argent, d'extorsion, d'entrave à la justice, de racket et de corruption,. Bien que les nouvelles accusations aient été déposées un mois avant la fin du procès précédent, les avocats de Scrushy ont accusé les procureurs d'avoir déposé des accusations en représailles de son acquittement. Scrushy a plaidé non coupable de toutes les accusations, mais a été reconnu coupable avec Siegelman en juin 2006,.
Le 7 mai 2009, Scrushy a été transféré de la prison du Texas où il avait été incarcéré et placé à la prison du comté de Shelby à Columbiana. Il a été renvoyé en Alabama afin de témoigner dans un nouveau procès civil devant le tribunal de circuit du comté de Jefferson intenté contre lui par des actionnaires de HealthSouth qui ont demandé des dommages-intérêts liés au procès et à la condamnation de Scrushy. Le 18 juin 2009, le juge Allwin E. Horn a statué que Scrushy était responsable de la fraude de HealthSouth et lui a ordonné de payer 2,87 milliards de dollars et e 25 juillet 2012, il a été libéré de la garde fédérale,.

### Procès criminel de Birmingham
Le 6 février 2003, le Federal Bureau of Investigation (FBI) a annoncé qu'il avait ouvert une enquête criminelle concernant le « commerce d'actions de HealthSouth Corporation » et d'éventuelles violations du droit des valeurs mobilières. Une plainte pénale a été déposée par le FBI contre le directeur financier de HealthSouth, Weston Smith, et des accusations civiles ont été portées contre Scrushy par la SEC. Scrushy est devenu le premier PDG à être jugé en vertu de la loi Sarbanes-Oxley lorsqu'il a été inculpé par le ministère américain de la Justice dans le procès États Unis d'Amérique vs Richard M. Scrushy le 4 novembre 2003,,.
Les accusations initiales de Scrushy comprenaient 85 chefs d'accusation de complot, de blanchiment d'argent, de fraude en valeurs mobilières (en) et de fraude postal, mais il a finalement été inculpé de seulement 36 d'entre eux,. Dans l'acte d'accusation, Scrushy a été accusé d'avoir utilisé l'intimidation, des menaces et des paiements en espèces pour contraindre les hauts dirigeants de HealthSouth à commettre une fraude. Ces cadres supérieurs se sont appelés « The Family » et ont utilisé leur comptabilité créative afin de « combler le vide ». Le groupe a tenté de cacher les immobilisations en gonflant illégalement les soldes des comptes tels que les immobilisations et les remboursements d'assurances estimés. Bien que plusieurs directeurs généraux aient témoigné contre Scrushy, les procureurs n'ont pu produire aucune preuve matérielle qu'il avait été impliqué dans la comptabilité frauduleuse.
Pendant le procès, Scrushy s'est défendu à l'intérieur et à l'extérieur de la salle d'audience. Il a été interviewé par Mike Wallace pour un segment de 60 minutes intitulé « Cooking The Books », a commencé à animer une émission télévangéliste avec sa femme appelée Viewpoint, a soutenu un mouvement de prière de 40 jours à l'échelle de la ville appelé « City, thou art loosed », et a rejoint la Guiding Light Church à prédominance afro-américaine. Ces actions ont été considérées comme une tentative d'influencer les jurés potentiels, puisque 70% de la population de Birmingham et onze des dix-huit jurés étaient afro-américains,. Après plus d'un mois de délibérations, Scrushy a été acquitté de toutes les charges le 28 juin 2005.

### Procès criminel de Montgomery
Le 26 octobre 2005, quatre mois après son acquittement à Birmingham, Scrushy a été inculpé par un grand jury fédéral à Montgomery. L'acte d'accusation comprenait 30 chefs d'accusation de racket, de blanchiment d'argent, d'extorsion, d'entrave à la justice et de corruption du gouverneur de l'Alabama, Don Siegelman,. Les procureurs ont affirmé que Scrushy avait accepté de payer plus de 500 000 $ de la dette de Siegelman, qu'il avait accumulée lors d'une tentative infructueuse d'amener une loterie d'état (en) en Alabama, en échange d'un siège au conseil d'examen des certificats de besoin, le conseil servant l'état en examinant les hôpitaux et en approuvant leur construction,. Bien que les nouvelles accusations aient été déposées un mois avant la fin du procès précédent, les avocats de Scrushy ont accusé les procureurs d'avoir déposé des accusations en représailles à l'acquittement de Scrushy. Lui et Siegelman ont plaidé non coupables de toutes les accusations, mais ils ont tous deux été reconnus coupables à l'issue d'un procès qui a duré environ six semaines,; Scrushy pour corruption, complot et fraude postale, tandis que Siegelman pour corruption, complot, fraude postale et entrave à la justice.
En attendant la condamnation, le 29 mars 2007, l'agent de probation de Scrushy a déposé un rapport affirmant qu'il avait violé les conditions de sa caution en quittant Walt Disney World à Orlando  et se rendant à Palm Beach, où il est monté à bord d'un yacht et a navigué vers Miami. L'agent de probation a suggéré que Scrushy soit placé en résidence surveillée et qu'il soit tenu de porter un dispositif de surveillance électronique en tout temps. Le juge Charles Coody, a averti Scrushy qu'il « ne tolérerait aucun écart futur par rapport aux exigences que le tribunal lui avait imposées » et a statué que Scrushy devait porter un dispositif de repérage GPS chaque fois qu'il voyageait en dehors de l'Alabama,.
Le 28 juin 2007, Scrushy a été condamné à six ans et dix mois dans une prison fédérale, à payer 267 000 $ en dédommagement à United Way of Alabama, trois ans de probation et une amende de 150 000 $. Il devrait également payer personnellement de son temps en prison et effectuer 500 heures de travaux d'intérêts généraux,. Siegelman a été condamné le même jour à sept ans et quatre mois de prison, à la restitution de 181 325 dollars à l'État, à trois ans de probation, à une amende de 50 000 dollars et à 500 heures de travaux d'intérêts généraux à sa libération,. Le juge de district américain Mark Fuller décidera plus tard, cependant, que Sieglman ne serait pas tenu de payer les 181 325 $ de dédommagement. La restitution était basée sur les dettes accumulées par l'état de l'Alabama lors d'un accord frauduleux concernant un entrepôt, mais Siegelman a été acquitté de ces accusations. Lors de la condamnation, Scrushy et Siegelman ont été arrêtés et transportés dans une prison fédérale à Atlanta, où ils ont partagé une cellule,.

### Appel
Après le procès et la condamnation, Scrushy, Siegelman et les procureurs ont tous indiqué qu'ils feraient appel, , tandis que l'accusation a annoncé son désir de faire appel de la décision d'un juge de retirer les accusations de parjure de l'acte d'accusation de Scrushy. Les procureurs ont rapidement abandonné leur appel et l'avocate américaine Alice Martin a indiqué qu'ils avaient reconsidéré le sujet.
En attente d'appel, Scrushy a été brièvement transporté vers un site de transfert pour détenus (en) à Oklahoma City avant d'être envoyé définitivement dans une prison fédérale à faible sécurité à Beaumont. Il a déposé une demande de libération sous caution auprès de la la 11e Cour d'appel du circuit des États-Unis qui a été rejeté ,celle ci citant une décision antérieure rédigée par le juge de district américain Mark Fuller. La décision a été rendue alors que Scrushy était sous caution, en attente de sa condamnation en considéré comme un risque de fuite. Scrushy a de nouveau déposé des demandes de libération en février et mai 2008 qui ont été rejetées,.
En mars 2009, un panel de trois juges de la 11e cour d'appel du circuit des États-Unis a confirmé toutes les charges retenues contre Scrushy et a rejeté deux des sept charges retenues contre Siegelman. Un autre appel pour un examen judiciaire complet de l'affaire a également été rejeté par cette cour d'appel le 15 mai 2009. Scrushy a fait appel devant la Cour suprême des États-Unis qui a, le 29 juin 2010, rendu une ordonnance afin de réexaminer l'affaire à la lumière de sa décision de la semaine précédente sur la loi concernant la fraude aux « services honnêtes ». Le 4 juin 2012, la cour suprême a rejeté l'appel de Scrushy, autorisant le maintien de ses condamnations pour corruption publique et pots-de-vin,.

### Procès civil de Birmingham
Scrushy a été renvoyé en Alabama le 7 mai 2009, afin de témoigner dans un nouveau procès civil devant un tribunal de Birmingham. D'anciens investisseurs de HealthSouth l'avaient poursuivi en justice pour obtenir une compensation pour l'argent perdu en raison de la fraude dont Scrushy a été acquitté en 2005. Alors que l'avocat de la partie adverse a affirmé que Scrushy était un « gestionnaire pratique qui traitait l'entreprise comme une tirelire personnelle », celui ci a continué à blâmer ses subordonnés et maintenir qu'il n'avait rien fait de mal.Les plaidoiries finales ont été entendues lors du procès le 27 mai 2009. Le 18 juin 2009, le juge Horn a ordonné à Scrushy de payer 2,87 milliards de dollars de dommages et intérêts déclarant: « Scrushy était au courant de la fraude et y a activement participé » et le qualifiant de « PDG de la fraude ». Comme prévu, Scrushy a fait appel du jugement devant la cour suprême de l'Alabama (en) mais a perdu le 28 janvier 2011.

### Libération
Selon le site web du Bureau fédéral des prisons, Scrushy, 59 ans, a été transféré en avril 2012 de la prison fédérale de Beaumont,et laissé à la supervision du bureau extérieur de gestion des services correctionnels communautaires à San Antonio. Après son déménagement dans une maison de transition (en), il a été placé en détention à domicile, puis, le 25 juillet 2012, a été libéré de la garde fédérale,.